# Lepanthes deutera
Lepanthes deutera är en orkidéart som beskrevs av Carlyle August Luer och Thoerle. Lepanthes deutera ingår i släktet Lepanthes och familjen orkidéer.
Artens utbredningsområde är Colombia. Inga underarter finns listade i Catalogue of Life.